# Nancy Wake
Nancy Grace Augusta Wake AC, GM (30 tháng 8 năm 1912 – 7 tháng 8 năm 2011) từng là nhân viên điều hành các hoạt động đặc biệt của Anh trong phần sau của Thế Chiến II. Bà trở thành một nhân vật lãnh đạo trong các nhóm Maquis của cuộc kháng chiến Pháp và là một trong những nữ quân trang được trang trí nhất của chiến tranh bởi quân Đồng minh. Sau khi Pháp sụp đổ năm 1940, bà trở thành người chuyển phát cho cuộc kháng chiến chống Pháp và sau đó gia nhập mạng lưới trốn thoát của thuyền trưởng Ian Garrow. Đến năm 1943, Wake là người bị Gestapo truy nã gắt gao nhất, với giá 5 triệu franc trên đầu cô.
Sau khi vươn tới Anh, Wake gia nhập Bộ phận Điều hành Chuyên biệt. Vào đêm 29 – 30 tháng 4 năm 1944, Wake đã nhảy dù vào Pháp Auvergne bị chiếm đóng, trở thành người liên lạc giữa London và nhóm maquis địa phương, do Thuyền trưởng Henri Tardivat ở Forest of Tronçais làm trưởng đoàn. Từ tháng 4 năm 1944 cho đến khi nước Pháp được giải phóng, 7,000 maquisard của cô đã chiến đấu 22,000 lính Đức, gây ra 1.400 thương vong, trong khi đó chỉ có khoảng 100 người bị thương.

## Tiểu sử
Sinh ra ở Roseneath, Wellington, New Zealand, vào ngày 30 tháng 8 năm 1912, Wake là con út trong số sáu đứa con. Năm 1914, gia đình cô chuyển đến Úc và định cư tại Bắc Sydney. Không lâu sau đó, cha cô, Charles Augustus Wake, trở về New Zealand, để lại cho mẹ Ella Wake (nhũ danh Rosieur, 1874–1968) để nuôi dạy trẻ.
Tại Sydney, Wake đã học tại trường Nghệ thuật Gia đình Bắc Sydney (xem Khoa Kỹ thuật Bắc Sydney) . Ở tuổi 16, cô đã bỏ nhà ra và làm y tá. Với £ 200 rằng cô đã thừa hưởng từ một cô, cô đã đi đến thành phố New York, sau đó Luân Đôn, nơi cô đã đào tạo mình như là một nhà báo.
Vào những năm 1930, bà làm việc ở Paris và sau đó là báo chí của Hearst với tư cách là phóng viên châu Âu. Bà chứng kiến sự nổi lên của Adolf Hitler và phong trào Nazi và "thấy những băng đảng Đức Quốc Xã đang đánh bom ngẫu nhiên những người Do Thái và phụ nữ Do Thái trên các đường phố" của Vienna.